# امامزاده یحیی (شهمیرزاد)
بقعه امامزاده یحیی مربوط به دوره قاجار است و در شهمیرزاد، خیابان ساری واقع شده و این اثر در تاریخ ۲۵ اسفند ۱۳۸۰ با شمارهٔ ثبت ۵۶۳۲ به‌عنوان یکی از آثار ملی ایران به ثبت رسیده است.